# Obira
Obira (cũng gọi là Utara hay Obi) là một hòn đảo nhỏ nằm ở phía nam của đảo lớn Halmahera thuộc quần đảo Maluku của Indonesia. Đảo có diện tích 2542 km². Điểm cao nhất của đảo là 1.611 mét, các điểm cư dân trên đảo nằm ở ven biển.